# Can Xue
Can Xue, pseudonym för Deng Xiaohua, född 30 maj 1953 i Changsha, Hunan är en kinesisk författare. Författarnamnet kan enligt henne själv betyda både "den rena vita snön längst upp på en bergstopp" och "den smutsiga snön som aldrig smälter". 
Can Xues avantgardistiska stil har kallats för "gotisk magi" men själv använder hon beteckningen "själens litteratur" då hennes texter behandlar den mänskliga själen och det inre sinnet.  Hon är influerad av författare som Jorge Luis Borges och Franz Kafka och har kritiserats i hemlandet för sin abstrakta och surrealistiska stil. 
Hon debuterade 1985 med en novellsamling som utgivits på engelska under titeln Dialogues in Paradise. 1987 kom hennes första novellsamling Yellow Mud Street och året därpå hennes första roman Genombrottet (Wu xiang jie, 1988) utkom på svenska 2012. Hon har bland annat jobbat som lärare och skräddare och är sen tidigare översatt till engelska, franska, tyska, italienska, japanska, tjeckiska och ryska.
Can Xue har nämnts som en kandidat till Nobelpriset i litteratur.